# 化地部
化地部，音譯彌沙塞部，義譯為化地部、正地部、教地部等，由部主「匡化土境」的事蹟得名，為部派佛教的早期部派之一，《異部宗輪論》記載它於佛滅後第三百年中分立而成。有記載稱部主名為「不棄」，稱此部為「大不可棄部」。

## 音義
Mahī(मही)是大地、領土，Śās (शास्)是教化、懲戒、匡正、統治。
《玄應音義》卷23：「化地部，第三百年中從一切有部出也，梵言磨醯奢娑迦，亦名彌喜捨娑柯，此云化地，亦云教地，或言正地，人名也。但此羅漢在俗為王國師，匡化土境，故名化地。今入佛法，佛法如地，又匡化之，故以名也。舊云彌沙塞者，訛也。」

## 歷史源流
南傳《島史》記載它根源於分別說部而來並分化出說一切有部，北傳《異部宗輪論》記載它根源於說一切有部，二者記載法藏部是由化地部所分化出來的。藏傳記載中有大眾部說法稱它源出分別說部，與說一切有部是同時發展而成。

## 理論
化地部的理論繼承了分別說者的學說，與大眾部和說一切有部並列為三大體系，其部份觀點與大眾部一致，特別是「心性本淨」、「緣起是無為」和「阿羅漢無退義」。

### 本宗同義
說一切有部《大毘婆沙論》記載有：
|  | 頗有一智知一切法耶？……問：何故作此論？答：為止他宗顯己義故。……或復有執：心心所法，能了俱有，如化地部。彼作是說：慧有二種，俱時而生，一相應，二不相應，相應慧知不相應者，不相應慧知相應者。……為止如是他宗異執，顯自所說：諸心心所，不了自性、相應、俱有，補特伽羅性不可得，故作斯論。 世第一法，當言欲界？乃至廣說。問：何故作此論？答：……復次、為止他宗差別執故。……若化地部執：世第一法，通三界繫，所以者何？彼謂：若地有盡智時、所修善根，此地即有世第一法。……為止如是他宗別執，顯示己宗故作此論。世第一法，當言欲界繫？色界繫？無色界繫耶？答：應言色界繫。 |

《異部宗輪論》記載化地部本宗同義：
|  | 其化地部本宗同義。謂過去未來是無，現在無為是有。於四聖諦一時現觀，見苦諦時能見諸諦，要已見者能如是見。隨眠非心亦非心所，亦無所入。眠與纏異，隨眠自性心不相應，纏自性心相應。 異生不斷欲貪瞋恚，無諸外道能得五通。亦無天中住梵行者。定無中有。無阿羅漢增長福業。五識有染亦有離染。六識皆與尋伺相應。亦有齊首補特伽羅。有世間正見。無世間信根。無出世靜慮。亦無無漏尋伺。善非有因。預流有退，諸阿羅漢定無退者。道支皆是念住所攝。 無為法有九種，一擇滅，二非擇滅，三虛空，四不動，五善法真如，六不善法真如，七無記法真如，八道支真如，九緣起真如。入胎為初命終為後，色根大種皆有轉變，心心所法亦有轉變。僧中有佛，故施僧者便獲大果，非別施佛。佛與二乘皆同一道同一解脫。說一切行皆剎那滅。定無少法能從前世轉至後世。 |

### 末宗異義
《異部宗輪論》記載化地部末宗異義：
|  | 其末宗異義者。謂說實有過去未來。亦有中有。一切法處皆是所知，亦是所識。業實是思，無身語業。尋伺相應。大地劫住。於窣堵波興供養業所獲果少。隨眠自性恒居現在。諸薀處界亦恒現在。 此部末宗。因釋一頌執義有異。如彼頌言。「五法定能縛。諸苦從之生。謂無明貪愛。五見及諸業。」 |

《異部宗輪論》沒有具體記載化地部的支末宗派。後世唯識學派稱化地部末派提出的窮生死蘊，成為阿賴耶識學說的前身之一。

## 存世經典
漢譯《五分律》是法顯從僧伽羅國取回的化地部律藏。